# Royalton (Pennsylvanie)
Royalton est un borough situé au sud du comté de Dauphin, en Pennsylvanie, aux États-Unis,. En 2010, il comptait une population de 907 habitants. Il est incorporé le 27 septembre 1892.

## Démographie
Lors du recensement de 2010, le borough comptait une population de 907 habitants. Elle est estimée, en 2019, à 882 habitants.

### Source de la traduction
- (en) Cet article est partiellement ou en totalité issu de l’article de Wikipédia en anglais intitulé « Royalton, Pennsylvania » (voir la liste des auteurs).